# Дацюань
Дацзюань (大圈幫, Big Circle или 大圈仔, Tai Huen Chai / Dai Huen Jai) — один из крупнейших преступных синдикатов Гонконга и Южного Китая. В переводе с китайского означает «Братство большого кольца». Является одной из четырех крупнейших группировок Макао, наряду с Шуйфонг, 14К и Вошинво.

## История
После смерти Мао Цзэдуна в 1976 году многие хунвэйбины оказались в тюрьмах, разбросанных кольцом вокруг Кантона (отсюда и название группировки). После освобождения часть из них бежала в Гонконг, США и Канаду. Благодаря военной подготовке и тюремной закалке бывшие хунвэйбины быстро смогли отвоевать себе нишу в преступном мире Гонконга и наладить связи с товарищами, оставшимися в Китае.
Одной из причин оттока членов гонконгских тайных обществ за рубеж стало то, что образовавшееся в среде эмигрантов из Китая «Большое кольцо», в котором лидировало «Хунаньбан» («Хунаньское братство»), вступило в ожесточенную конкуренцию с местными гангстерами и основательно потеснило их в колонии. Группировки «Большого кольца» постоянно поддерживали связь с преступным миром в Китае. Бандиты с материка прибывали в Гонконг на несколько месяцев, получали от местной мафии подложные документы и довольствие, а также конкретные задания; после совершения преступлений они получали свою долю и на выбор либо эмигрировали, либо возвращались домой. Постепенно «Большое кольцо» занялось транзитом героина из Бирмы в Гонконг, сбытом фальшивых гонконгских долларов в Китае, контрабандой оружия и антиквариата, вывозом китайских нелегалов.

## Структура
Основные сферы интересов «Дацзюань» — оптовые поставки героина из Юго-Восточной Азии в Китай и США, ростовщичество, выбивание долгов, торговля людьми, сутенерство, производство и сбыт контрафактной продукции.
Наибольшую активность «Дацзюань» проявляет в Гонконге, Макао, Китае (Гуандун), США, Канаде (особенно в Ванкувере и Торонто), Европе, на Тайване и Филиппинах. В США и Канаде на «Дацзюань» замыкаются многочисленные китайские уличные банды, промышляющие под единым брендом «Big Circle Boys». Они действуют довольно автономно и мобильно, а объединяются лишь в случае внешней угрозы.